# Wolverine
 "Jærven" omdirigeres hertil. For dyret af samme navn, se Jærv.
Logan, bedre kendt for sit kodenavn, Wolverine er en amerikansk fiktiv superhelte-figur og antihelt, som tilhører forlaget Marvel. Han er en af de mest berømte tegneseriefigurer i verden og også en af de mest berømte superhelte fra Marvel, kun overgået af Spider-Man. Da han fik sin debut i "The Incredible Hulk", var det ikke meningen at han skulle blive så berømt som han er i dag, men hans opførsel og mystiske baggrund faldt i læsernes smag. Han spilles af Hugh Jackman i X-Men filmserien, og i de fleste tegnefilm lægger Steve Blum engelsk stemme til ham. Logan er kendt for at sige "bub" (som betyder bøv på dansk). I tegneserieversion er Logans højde 1,60 cm, men i filmudgaven er hans højde 1,91 cm.
I 2020, blev Logan en spilfigur i Fortnite.